# Knochenhauerstraße 18 (Tribsees)
Das Wohnhaus Knochenhauerstraße 18 in Tribsees (Mecklenburg-Vorpommern) stammt aus dem 19. Jahrhundert.
Das Gebäude steht unter Denkmalschutz.

## Geschichte
Die Stadt Tribsees mit 2598 Einwohnern (2020) wurde 1140 als Burg erstmals erwähnt.
Der zweigeschossige historisierende verputzte Gebäude mit einem reich dekorierten neogotischen Treppengiebel stammt aus der zweiten Hälfte des 19. Jahrhunderts.
Im Rahmen der Städtebauförderung der Modellstadt wurde in den 1990er Jahren das Haus saniert.